# María Ximena Lombana
María Ximena Lombana Villalba (Colombia, 1973) es una abogada y diplomática colombiana, que se desempeñó como Ministra de Comercio de Colombia durante el Gobierno de Iván Duque.

## Biografía
Estudió Derecho en la Universidad del Rosario, de donde se graduó con el título de Abogada. Así mismo, posee una maestría en Derecho de Negocios Internacionales en la American University Washington College of Law y una maestría en Derecho Comercial de la Universidad de París II.
En el campo diplomático se desempeñó como ministra plenipotenciaria de la Embajada de Colombia en España, misma posición que ocupó en la Embajada de Colombia en Francia, y como primera secretaria y encargada de negocios de la Misión de Colombia ante Naciones Unidas en Viena (Austria); así mismo, en el campo público se desempeñó como secretaria general de Bancóldex y del Ministerio del Interior.
También fue investigadora del Departamento Legal de la Organización de Estados Americanos y socia de Cremades & Calvo Sotelo. Como abogada, ha trabajado como «apoderada de parte y como árbitro en varios tribunales de arbitramento estatales», en varios casos judiciales.

### Ministra de Estado
El 19 de mayo de 2021 fue nombrada como Ministra de Comercio, Industria y Turismo de Colombia, en reemplazo de José Manuel Restrepo, quien pasó a ser Ministro de Hacienda y Crédito Público. Inicialmente, el reemplazo de Restrepo en el ministerio sería Juan Alberto Londoño; sin embargo, este no fue ratificado en el cargo.

## Vida privada
Es la hermana menor del abogado Jaime Lombana, abogado del expresidente Álvaro Uribe Vélez.